# See You in the Morning
See You in the Morning (br: Te Vejo Amanhã) é um filme americano de 1989, dos gêneros drama e romance, com roteiro e direção de Alan J. Pakula.

## Elenco
- Jeff Bridges — Larry Livingstone
- Alice Krige — Beth Goodwin
- Farrah Fawcett — Jo Livingstone
- Drew Barrymore — Cathy Goodwin
- Lukas Haas — Petey Goodwin
- David Dukes — Peter Goodwin
- Frances Sternhagen — Neenie
- George Hearn — Martin
- Theodore Bikel — Bronie
- Linda Lavin — Sidney
- Heather Lilly — Robin Livingstone
- Macaulay Culkin — Billy Livingstone